# Aragara trilineata
Aragara trilineata är en tvåvingeart som beskrevs av Cherian 1985. Aragara trilineata ingår i släktet Aragara och familjen fritflugor. Inga underarter finns listade i Catalogue of Life.